# نسل‌کشی آشوری‌ها
نسل‌کشی آشوری‌ها (به سُریانی: ܩܛܠܥܡܐ ܕܐܬܘܪܝܶܐ) یا سایفو، به نابودی عمدی و از پیش برنامه‌ریزی شده آشوریان درشرق آناتولی و استان آذربایجان ایران در میانه و قبل از جنگ جهانی اول توسط نیروهای عثمانی و برخی از قبایل کُرد ، گفته می‌شود. این نسل‌کشی با نسل‌کشی ارمنی‌ها و یونانیان هم‌زمان بوده‌است.
نسل‌کشی مردم غیرنظامی آشوری در شمال میان‌رودان به ویژه حکاری، طور عبدین، استان سعرد، ارومیه و جنوب شرقی ترکیه امروزی، از سوی نیروهای عثمانی، گاهی با همکاری قبایل عرب و شبه نظامیان بومی عرب در عراق میان سال‌های ۱۹۱۴ تا ۱۹۲۵ صورت گرفت.
تعداد کشتگان بر اساس آمار پروفسور دیوید گانت، ۲۷۵٬۰۰۰ نفر بوده‌است. در گزارش ارائه شده در پیمان لوزان آمار کشتگان در بخشهای آشوری نشین ۳۰۰٬۰۰۰ نفر برآورد شده که برابر با نیمی از ملت آشوری بوده‌است.
در جنگ جهانی اول و پیش از آن، دیگر گروهای نژادی مانند ارمنیان و یونانیان قتل‌عام شدند. در نسل‌کشی صورت گرفته به‌دست دولت عثمانی حدود سه میلیون مسیحی کشته شده‌اند.

## زمینه

جمعیت آشوریان در دولت عثمانی و در ارومیه قبل از جنگ جهانی اول ارائه شده توسط هیئت آشوری در کنفرانس صلح ۱۹۱۹ پاریس.
بیش از ۵۰٪
۳۰٪ - ۴۰٪
۲۰٪ - ۳۰٪
۱۰٪ - ۲۰٪
۵٪ - ۱۰٪

جمعیت آشوری‌ها در اوایل سده بیستم در امپراتوری عثمانی و به همراه آشوریان ساکن ایران، عراق و سوریه بین ۶۰۰٬۰۰۰ تا ۱٬۰۰۰٬۰۰۰ نفر برآورد شده‌است. جمعیت قابل توجه آشوری‌ها در مناطق ارومیه، وان، حکاری، طور عبدین، استان سعرد و شرق استان‌های دیاربکر، ارزروم و بتلیس سکونت داشتند.
آشوری‌ها به مانند سایر مسیحیان ساکن ترکیه به عنوان شهروندان درجه دو خوانده می‌شدند. خشونت علیه آشوری‌ها تغییر اجباری دین و خلع ید از اراضی ملکی، سوء قصدها، کشتارها، تجاوزها و تعدی‌ها و آدم‌ربایی‌ها اعمال اصلی رژیم و وحشت و ستمی بود که آشوری‌ها در زیر یوغ آن به‌سر می‌بردند.

## قتل‌عام‌ها
اخراج آشوری‌ها اغلب اوقات با غارت، تجاوز و کشتار همراه بود. بسیاری از اخراج شدگان کشته شدند، یا از گرسنگی و بی سرپناهی در راه جانشان را از دست دادند. اولین قتل‌عام توسط بدرخان پاشا بین سال‌های ۱۸۴۰م تا ۱۸۴۷م که بیش از ۱۰٬۰۰۰ نفر از آشوریان حکاری و بوهتان قتل‌عام شدند.
در سال ۱۸۹۵م در جنوب استان دیاربکر نیروهای عثمانی در شرق مِحمِد رشید حدود ۲۵٬۰۰۰ نفر از اهالی آشوری شهر را کشتند. فرمانده نیروهای عثمانی در خاطرات خود نوشته بود که نیروهایش حدود ۳۰۰٬۰۰۰ نفر از مسیحیان ساکن دیاربکر و روستاهای اطراف شهر را یا قتل‌عام یا مجبور به مهاجرت کرده‌اند.
قتل‌عام‌های دولت عثمانی در شهرهای دیاربکر، خارپرت، ماردین و اورفه دربارهٔ مسیحیان ساکن آن شهرها را کنسول آلمان در ژوئیه و سپتامبر سال ۱۹۱۵ گزارش کرده‌است.
جودت پاشا گزارشی را در فوریه سال ۱۹۱۵ ارائه کرده‌است که: (ما آذربایجان و وان را از آشوری‌ها و ارمنی‌ها پاک نمودیم)، در اواخر سال ۱۹۱۵ جودت پاشا فرماندار نظامی وان پس از ورود به شهر سیرت توسط ۸۰۰۰ نیروی نظامی خود دستور قتل‌عام حدود ۴۰۰۰ نفر از غیرنظامیان بی دفاع آشوری و ارمنی آن شهر و ۲۰٬۰۰۰ نفر در حداقل ۳۰ روستا را صادر کرده بود.
اسقف اعظم آشوری‌ها ادی شیر، توسط کُردها به قتل رسید.

## قتل‌عام آشوری‌های عراق

قتل‌عام آشوری‌ها

در سال ۱۹۱۸ گروهی از مهاجرین آشوری نجات یافته از قتل‌عام تُرک‌ها به شهر بعقوبه و گروهی دیگر که تعدادشان همراه ارمنیان به ۶۰–۵۰ هزار نفر می‌رسید به بغداد رسیده و در اردوگاه‌هایی که ارتش بریتانیا ساخته بود اسکان یافته و در شرایط چادرنشینی به سر می‌بردند.
مهاجرین از لحاظ تغذیه تأمین شده بودند ولی شرایط زیستی آن‌ها غیرقابل تحمل بود. یکی از شهود گواهی می‌داد که: «در اوایل تعداد فوت شدگان به‌طور متوسط روزانه به ۷۰ الی ۸۰ نفر می‌رسید.»
پس از انعقاد قرارداد مودروس ترکیهٔ عثمانی شروع به خارج‌سازی نیروهای خود از آذربایجان کرد. آشوریان به انگلستان امید بسته و آمادهٔ بازگشت به مناطق سابق خود بودند. مقامات ایرانی مایل نبودند که آشوری‌ها به ارومیه برگردند، آن هم به صورت مسلح. فرماندهی سران آشوری فرمان جمع‌آوری اسلحه‌ها را صادر کرد و جوخه‌ای از انگلیسی‌ها آمدند و اسلحه‌های جمع‌آوری شده را تحویل گرفتند.
انگلیسی‌ها تعدادی از مهاجرین آشوری را به بین‌النهرین روانه کردند. در سال ۱۹۳۲، پس از اتمام موعد حمایت بریتانیا از عراق، ۷۰ هزار آشوری تقاضا کردند که قطعه زمین‌هایی در محل اسکان خود به آن‌ها واگذار شود. اما بغداد با این تقاضاها مخالفت کرد. انگلیسی‌ها نیز که دیگر نیازی به خدمات آشوری‌ها نداشتند آن‌ها را تنها گذاشته و شبه نظامیان محلی عرب، آشوریان آن منطقه را قتل‌عام کردند.
در ۱۸-ژوئیه ۱۹۳۳ مارشیمون بنیامین در عراق عنصر نامطلوب معرفی شد و به قبرس رفت و در آن جا فریاد اعتراض علیه بی‌تفاوتی انگلیسی‌ها سر داد. انگلیسی‌ها نیز برای مقابله با این کار مجدد دست به تفرقه افکنی بین آشوری‌ها، کُردها و اعراب زدند و سعی کردند مسئله آشوریان را با ریشه کن کردن نهایی آن‌ها حل کنند.
در ماه اگوست ۱۹۳۳، هنگامی که ۱۰۰۰ نفر از آشوریان سعی می‌کردند خانواده‌های خود را به سوریه تحت‌الحمایه فرانسه منتقل کنند، در ساحل رود دجله با برخورد مسلحانه نیروهای دولت عراق مواجه شدند.
آشوری‌ها نیز مقابله مسلحانه نشان داده و موفق به ورود به خاک سوریه شدند. ارتش عراق انتقام این شکست را از ساکنان روستاهای آشوری‌نشین گرفت و سران عرب با تحریک انگلیسی‌ها کشتار جمعی آشوری‌ها را شروع کردند. نتیجهٔ این فتنه قربانی شدن سه هزار آشوری بود.

## مناطق و آمار کشته شدگان

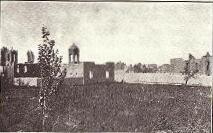
عکسی قدیمی از گلپاشان، روستای آشوری در استان آذربایجان غربی، که به دست سربازان عثمانی ویران گشت.

براساس آمار ارائه شده توسط شورای ملی آشوری‌ها بین ۱۹۱۴ تا ۱۹۱۸م حدود ۲۷۵٬۰۰۰ نفر کشته شدند.
تعدادی از مناطقی که آشوری‌ها به قتل رسیدند شامل: «۲۵٬۰۰۰ نفر در میدیات، ۲۱٬۰۰۰ نفر در بوهتان، ۷٬۰۰۰ نفر در نصیبین، ۷٬۰۰۰ در شانلی‌اورفه، ۷٬۰۰۰ نفر در قودشانس، ۶٬۰۰۰ نفر در ماردین، ۵٬۰۰۰ نفر در دیاربکر، ۴٬۰۰۰ نفر در آدانا، ۴٬۰۰۰ نفر در براهیمی و ۳٬۵۰۰ نفر در خارپرت.»

## قتل‌عام آشوری‌ها و مطبوعات وقت خارجی
- بازتاب نسل‌کشی آشوری‌ها در مطبوعات جهان

نشریهٔ آمریکایی به نام مجله آتلانتیک نوشت:
«در عرض شش ماه تُرک‌های جوان کاری را انجام دادند که تُرک‌های پیشین در طی شش قرن موفق به انجام آن نشده بودند. هزاران آشوری از پهنهٔ زمین نابود شده‌اند.»

بازتاب نسل‌کشی آشوری‌ها در واشینگتن پست و دیگر روزنامه‌ها در کشورهای غربی
نیویورک تایمز،۲۷ مارس ۱۹۱۵
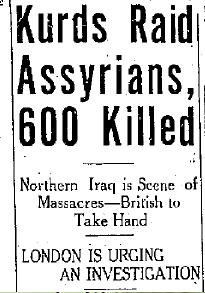
بازتاب کشتار آشوری‌ها در روزنامه هرالد کانادا

خبرنگار آسوشیتد پرس طی گزارشی تحت عنوان (قتل‌عام مسیحیان بومی) می‌نویسد:
«سربازان دولت عثمانی با همکاری کُردها ساکنان آشوری ارومیه را مورد آزار و اذیت قرار داده و آنان را به قتل می‌رسانند.»
نیویورک تایمز در گزارشی به نام (Turkish Horrors in Persia, The New York Times, 1915) می‌نویسد:
«حدود ۸۰۰ نفر در ارومیه کشته شدند و ۲۰۰۰ نفر دیگر به علت بیماری جان باختند. ۲۰۰ آشوری در داخل یک کلیسا زنده زنده سوزانده شدند. روس‌ها بیش از ۷۰۰ جسد را در روستای هفتوان (سلماس) که آنان برهنه و مثله شده بودند کشف کردند. نیویورک تایمز در گزارشی دیگر در ۱۱ اکتبر می‌نویسد که ۱۲۰۰۰ نفر از مسیحیان ایران قتل‌عام یا به علت بیماری کشته شدند. صدها نفر از دختران مسیحی مورد تجاوز قرار گرفتند و به زور به دین اسلام گرویدند و سه چهارم روستاهای مسیحیان نابود شدند.»

## شاهدان عینی

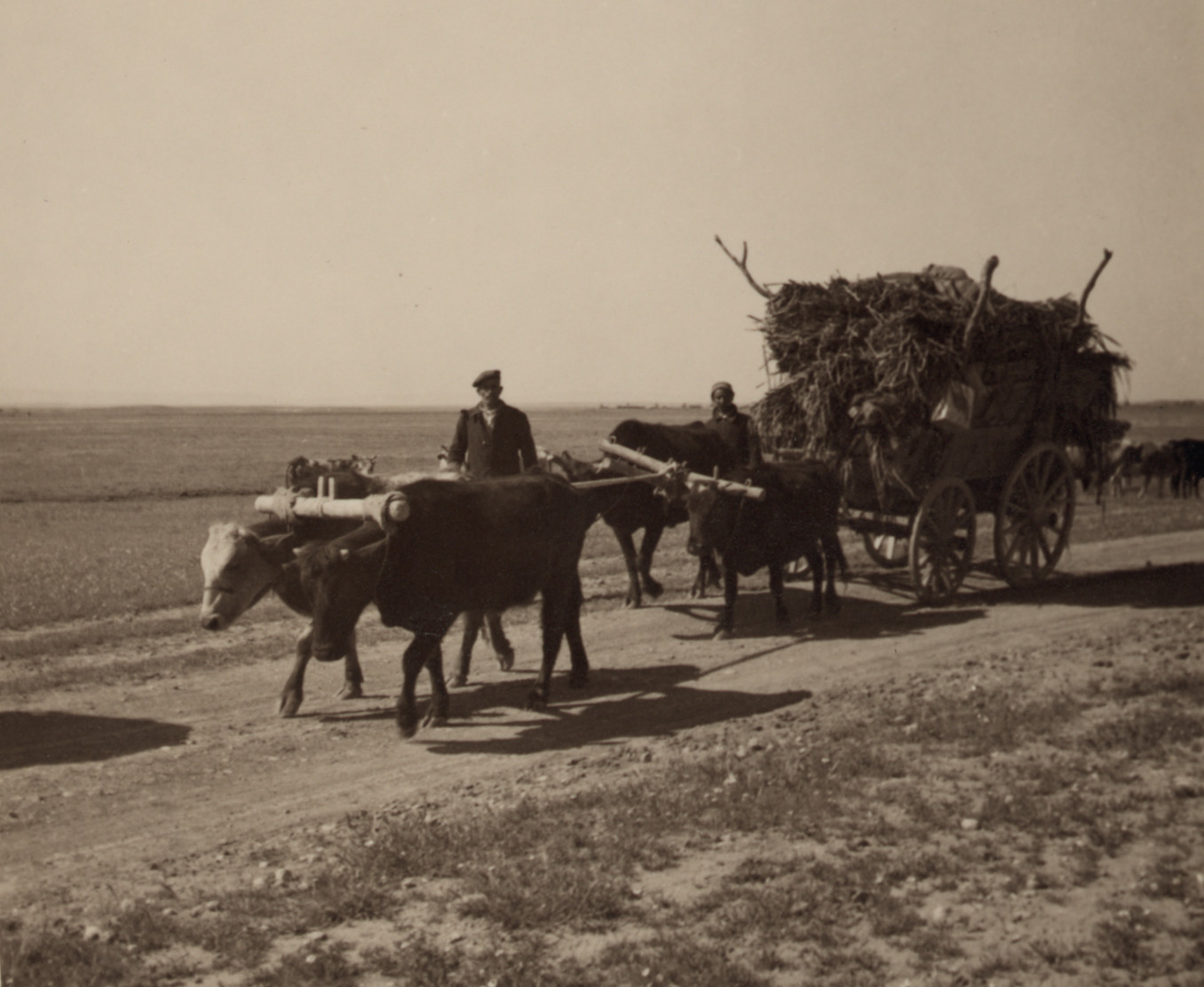
مهاجرت آشوری‌ها به روستایی در نزدیکی رود خابور در سوریه سال ۱۹۳۹م

عبدالحسین شیبانی وحیدالملک در کتاب خود به نام خاطرات مهاجرت (ص ۸۷) مشاهدات عینی خود در این باره را یاد کرده و از کوچاندن اجباری مردم مسیحی از سوی دولت عثمانی و بدرفتاری و تلف شدن زنان و کودکان در بیابان شمال سوریه گزارش می‌دهد.
مبلغان مذهبی آلمانی در ارومیه گزارش می‌دهند که:
«نیمه شب مهاجرت وحشتناک آغاز شد. ۲۵۰۰۰ نفر از زنان و مردان میان سال، کودکان، آشوری و ارمنی با رها کردن دارائی‌ها، خانه و گله و رم خود شتاب زده مواد غذایی مورد نیاز خود را آماده کردند و بسیاری از آنان با پای پیاده در زمستان طاقت فرسا به طرف مرز روسیه به حرکت درآمدند. بسیاری از کودکان و افراد مسن در طول مسیر فوت کردند.»
«از آخرین اخباری که گزارش شده‌است ۴۰۰۰ آشوری و ۱۰۰ ارمنی قتل‌عام شدند یا به علت بیماری فوت کردند. روستاهای منطقه غارت شدند و خانه‌های آنان آتش زدند در روستای هفتوان ۷۵۰ جسد بدون سر از چاه‌ها بیرون کشیده شدند. بسیاری از مسیحیان به شرط گرویدن به اسلام از زندان افتادن یا کشته شدن رهایی پیدا کردند.»

## به رسمیت شناختن نسل‌کشی

بنای یادبود نسل‌کشی آشوری‌ها در پاریس

در ۱۱ مارس ۲۰۱۰، نسل‌کشی آشوری‌ها و ارمنیان و یونانیان به‌طور رسمی توسط مجلس سوئد به رسمیت شناخته شده‌است.
نسل‌کشی آشوری‌ها توسط نیو ساوت ولز دولت محلی در استرالیا و توسط مجلس شورای امور خارجه استرالیا
و همچنین ایالت نیویورک به رسمیت شناخته شده‌است.
در دسامبر ۲۰۰۷م مجمع بین‌المللی نسل‌کشی، تشکیل شده توسط محققان و مورخان تاریخ با اکثریت قاطع نسل‌کشی آشوری‌ها و یونانیان را به رسمیت شناخته‌اند.

## کتاب
- Sébastien de Courtois (2004). The Forgotten Genocide: Eastern Christians, the Last Arameans. Gorgias Press LLC. ISBN 1-59333-077-4. Archived from the original on 12 October 2012. Retrieved 11 February 2015.
- Gaunt, David; Beṯ-Şawoce, Jan (2006). Massacres, Resistance, Protectors: Muslim–Christian relations in Eastern Anatolia during World War I. Gorgias Press LLC. ISBN 978-1-59333-301-0.
- "Death's End, 1915: The General Massacres of Christians in Diarbekir" in Armenian Tigranakert/Diarbekir and Edessa/Urfa. Ed. ریچارد هووانسیان. UCLA Armenian History and Culture Series: Historic Armenian Cities and Provinces, 6. Costa Mesa, CA: Mazda Publishers, 2006
- هووانسیان, ریچارد (2007).  Khosoreva, Anahit (ed.). The Armenian Genocide: Cultural and Ethical Legacies. New Brunswick, New Jersey: Transaction Publishers. ISBN 978-1-4128-0619-0.
- Malek-Yonan, Rosie (2005). The Crimson Field. Pearlida Publishing. ISBN 0-9771873-4-9.
- Ramadan Sonyel, Salahi (2001). The Assyrians of Turkey: Victims of Major Power Policy. Turkish Historical Society Printing House. ISBN 975-16-1296-9.
- Stafford, Ronald Sempill (2006). The Tragedy of the Assyrians. Gorgias Press LLC. ISBN 1-59333-413-3.
- Shahbaz, Yonan (2006). The Rage of Islam: An Account of the Massacres of Christians by the Turks in Persia. Gorgias Press LLC. ISBN 1-59333-411-7.
- Travis, Hannibal (December 2006). "'Native Christians Massacred': The Ottoman Genocide of the Assyrians During World War I". Genocide Studies and Prevention. 1 (3). doi:10.3138/YV54-4142-P5RN-X055. Archived from the original on 16 July 2012. Retrieved 11 February 2015.
- Andrieu, C; Sémelin, J; Gensburger, S (2010). Resisting Genocide: The Multiple Forms of Rescue. Columbia University Press. ISBN 978-0-231-70172-3..
- Üngör, Uğur (2005). CUP Rule in Diyarbekir Province, 1913–1923 (PDF) (Thesis). Archived from the original (PDF) on 21 March 2012. Retrieved 11 February 2015.
- Wigram, W. A. (2002). The Assyrians and Their Neighbours. Gorgias Press LLC. ISBN 1-931956-11-1.
- Whitehorn, Alan (2015). The Armenian Genocide: The Essential Reference Guide. Santa Barabara, California: ABC-CLIO, LLC. p. 82. ISBN 978-1-61069-687-6.